# Melanoplus angustipennis
Melanoplus angustipennis är en insektsart som först beskrevs av Dodge, G.M. 1877.  Melanoplus angustipennis ingår i släktet Melanoplus och familjen gräshoppor. Inga underarter finns listade i Catalogue of Life.